# Шоттон, Райан
Райан Колин Шоттон (англ. Ryan Colin Shotton, 30 октября 1988, Фентон, Сток-он-Трент, Англия) — английский футболист, защитник клуба Северной Премьер-лиги «Хэнли Таун».

## Карьера

### «Сток Сити»
Шоттон начал выступать в академии «Стока» ещё в детстве, а в 2007 году подписал свой первый профессиональный контракт с основной командой. Свой первый сезон он провёл в аренде у клуба «Олтрингем». Поначалу Шоттон выступал на позиции центрального защитника, но со временем переквалифицировался во флангового защитника. В сезоне он сумел отличиться пять раз. Шоттон дебютировал за «Сток Сити», выйдя на замену в матче Кубка Лиги против «Челтнем Таун» 26 августа 2008 года. Последующие два сезона он также провел в аренде в клубах «Транмир Роверс» и «Барнсли».
После возвращения из «Барнсли» подписал со «Стоком» новый контракт на два года. Первый полный матч он провел в игре Кубка Англии против «Кардифф Сити». Дебют Шоттона в Премьер-лиге состоялся в игре с «Блэкпулом» 30 апреля 2011 года. Свой первый гол за «Сток Сити» забил в матче с «Хайдуком» в Лиге Европы, играя на позиции центрального нападающего. Шоттон подписал новый контракт на четыре года 20 октября 2011 года. Свой первый полный матч в лиге провел в игре с «Эвертоном», где он играл правого полузащитника, заменяя Джермейна Пеннанта.

### «Дерби Каунти»
25 августа 2014 года Шоттон отправился в сезонную аренду в клуб Чемпионшипа «Дерби Каунти». 1 января 2015 года заключил постоянный контракт с «Дерби Каунти» сроком на 2,5 года.

### «Бирмингем Сити»
28 января 2016 года на правах аренды до конца сезона перешёл в «Бирмингем Сити». Дебютировал 13 февраля в гостевой встрече против «Ротерем Юнайтед»(0:0). 9 апреля забил первый гол за бирмингемцев, отличившись в гостевом матче против «Рединга» (2:0).
30 июня 2016 года Шоттон подписал постоянный контракт с «Бирмингемом» на 3 года. Сумма сделки составила £300 тыс.

### «Мидлсбро»
30 августа 2017 года перешёл в «Мидлсбро», заключив контракт сроком на 3 года. Сумма трансфера составила около £3 млн. 30 сентября дебютировал в составе «Боро» в домашнем матче против «Брентфорда» (2:2). 23 декабря, в своём втором матче за клуб, забил победный мяч в ворота «Шеффилд Уэнсдей» (2:1).

## Личная жизнь
Старший брат Райана — Лиам (1987 г.р.) — также профессиональный футболист, с 2017 года выступает за сингапурские клубы.

## Достижения
«Сток Сити»
- Финалист Кубка Англии: 2010/11
- Лучший молодой футболист года: 2011/12